# Acetil

Structura unei grupe acetil

În chimia organică, acetil este o grupă acil cu formula chimică CH3CO. Este câteodată reprezentat cu simbolul 
Ac (a nu se confunda cu elementul actiniu). Grupa acetil este formată dintr-o grupă metil legată de un carbonil.